# Lohaghat
Lohaghat es una ciudad del distrito de Champawat en la India, en el estado de Uttarakhand.

## Demografía
Lohaghat tenía una población de 5828 habitantes en 2006. Los varones constituyen el 56% de la población y las mujeres 44%. Lohaghat tiene un índice medio de alfaberización del 77%, superior a la media nacional de 59.5%: la instrucción masculina es del 79%, y la instrucción femenina es del 75%. En Lohaghat, el 14% de la población es menor de 6 años de edad.

## Turismo
Lohaghat, en las orillas del río Lohawati en Champawat, es uno de los lugares más importantes por sus hermosos templos. Situado a una altitud de 1706 metros, Lohaghat está a pocos kilómetros de Pithoragarh. Esta ciudad tiene una inmensa importancia histórica y mitológica, que atrae a un número de turistas. De hecho, Lohaghat es uno de los lugares más bellos de la región hecho especialmente popular por sus asociaciones históricas y mitológicas.

## Descripción
Es un lugar de importancia mitológica, y dedicada a la deidad hindú del Dios, Shiva. Este lugar tiene una importancia histórica también, ya que hay restos de la fortaleza de Banasur.
Aparte de ser un buen destino para los turistas, este lugar es famoso por su celebración de las fiestas de Holi y Janamashtmi.

## Transporte
La estación ferroviaria más cercana se encuentra en Tanakpur, aproximadamente a 90 km de distancia. Naini Saini es el aeropuerto más cercano.